# Mário Clemente Neto
Mário Clemente Neto  CSSp (Itaúna, 7 de agosto de 1940 - Itaúna, 8 de agosto de 2024) foi um religioso católico brasileiro, bispo emérito da Prelazia de Tefé, a qual governou de 1982 a 2000.

## Biografia
Clemente Neto nasceu no povoado de Capão Escuro, outrora na circunscrição do município de Itaúna e atualmente pertencente ao município de Carmo do Cajuru, criado em 1948, na Microrregião de Divinópolis, Estado de Minas Gerais. É o 15.º de uma família de vinte irmãos, frutos de dois casamentos do pai, Antônio Clemente Neto, com duas irmãs, Maria Francisca de Jesus (a primeira, com quem teve onze filhos) e Maria Eulália Clemente (a segunda, com nove filhos). A mãe de Mário era tia de seus irmãos mais velhos.
Iniciou seus estudos em sua cidade natal. Em 1953, foi morar com os irmãos maiores em Itaúna para continuar os estudos. Estudante do Colégio Sant'Ana, aí entrou em contato com o padre Adriano Turkenburg, da Congregação do Espírito Santo, que o influenciou a seguir a vida religiosa. Clemente Neto foi o primeiro aluno do Seminário Nossa Senhora de Fátima, que passou a funcionar anexo ao Colégio Sant'Ana, sob a direção de Turkenburg.
Após concluir o ginasial, entrou para o Seminário do Caraça, em Mariana, Minas Gerais, onde cursou filosofia por dois anos. Depois foi para Teresópolis, Rio de Janeiro, onde a congregação arrendara, dos beneditinos do Rio, o Sítio Seio de Abraão, no Bairro Quebra-Frascos. Ali, já com outros colegas vindos de Itaúna, fez um ano de noviciado, seguindo, depois para Roma, onde cursou a Teologia na Pontifícia Universidade Gregoriana.
De volta ao Brasil, recebeu o presbiterado em 14 de agosto de 1966, em Itaúna, das mãos de Cristiano Portela de Araújo Pena, primeiro bispo de Divinópolis.
Foi sacerdote por quatorze anos nas paróquias de Itaúna, Mateus Leme, Itatiaiuçu e, depois em São Paulo, na Vila Mangalot. Participou ativamente da Pastoral Rural, na companhia do grande formador do povo rural da nossa diocese, Frei Bernardino Leers. Organizou e coordenou na diocese de Divinópolis os cursos de preparação dos Ministros Extraordinários da Sagrada Comunhão.

### Episcopado
Clemente Neto esteve em Tefé primeiramente na década de 1970, em companhia de confrades espiritanos, quando da implantação do projeto das igrejas-irmãs, iniciado em 1973. Ali passou alguns meses. Retornou novamente, para substituir um confrade que entrava em gozo de férias. Chamou a atenção do bispo prelado de Tefé, o espiritano holandês Joaquim de Lange, que o indicou para ser seu substituto. 
No dia 31 de julho de 1980, o Papa João Paulo II o nomeou prelado coadjutor de Tefé. Recebeu a ordenação episcopal no dia 19 de outubro de 1980, em Itaúna, das mãos de Dom Joaquim de Lange, com auxílio de José Costa Campos, bispo de Divinópolis, e de Alfredo Ernest Novak, bispo-auxiliar da Arquidiocese de São Paulo. Em 15 de dezembro de 1982, sucedeu a de Lange à frente da Prelazia.
Após vinte anos, renunciou ao múnus episcopal por atingir o limite etário, em 19 de outubro de 2000. Sucedeu-lhe o prelado coadjutor, Sérgio Eduardo Castriani, também espiritano, e atual arcebispo de Arquidiocese de Manaus.

### Atividades durante o episcopado
- Bispo prelado coadjutor de Tefé (1980-1982)
- Vice-presidente do Regional Norte 1 da Conferência Nacional dos Bispos do Brasil.

## Ordenações episcopais
Ele presidiu a ordenação episcopal de Sérgio Eduardo Castriani.